# Stor-Mossavattnet
Stor-Mossavattnet är en sjö i Bjurholms kommun i Ångermanland och ingår i Leduåns huvudavrinningsområde. Sjöns area är 0,029 kvadratkilometer och den befinner sig 250 meter över havet.